# Sân bay quốc tế M'Vengue El Hadj Omar Bongo Ondimba
Sân bay quốc tế M'Vengue El Hadj Omar Bongo Ondimba là một sân bay oqr Franceville, Gabon (IATA: MVB, ICAO: FOON). Sân bay này có một đường băng dài 3032 m rải nhựa đường.

## Các hãng theo lịch trình
- Air Gabon (London)
- Air Service (Libreville)